# Francis North (1er comte de Guilford)
Francis North, 1er comte de Guilford (13 avril 1704 - 4 août 1790), de Wroxton Abbey, Oxfordshire, connu sous le nom de Lord Guilford entre 1729 et 1752, est un homme politique britannique Whig qui siège à la Chambre des communes de 1727 à 1729. il accède à la pairie en tant que baron Guildford.

## Biographie

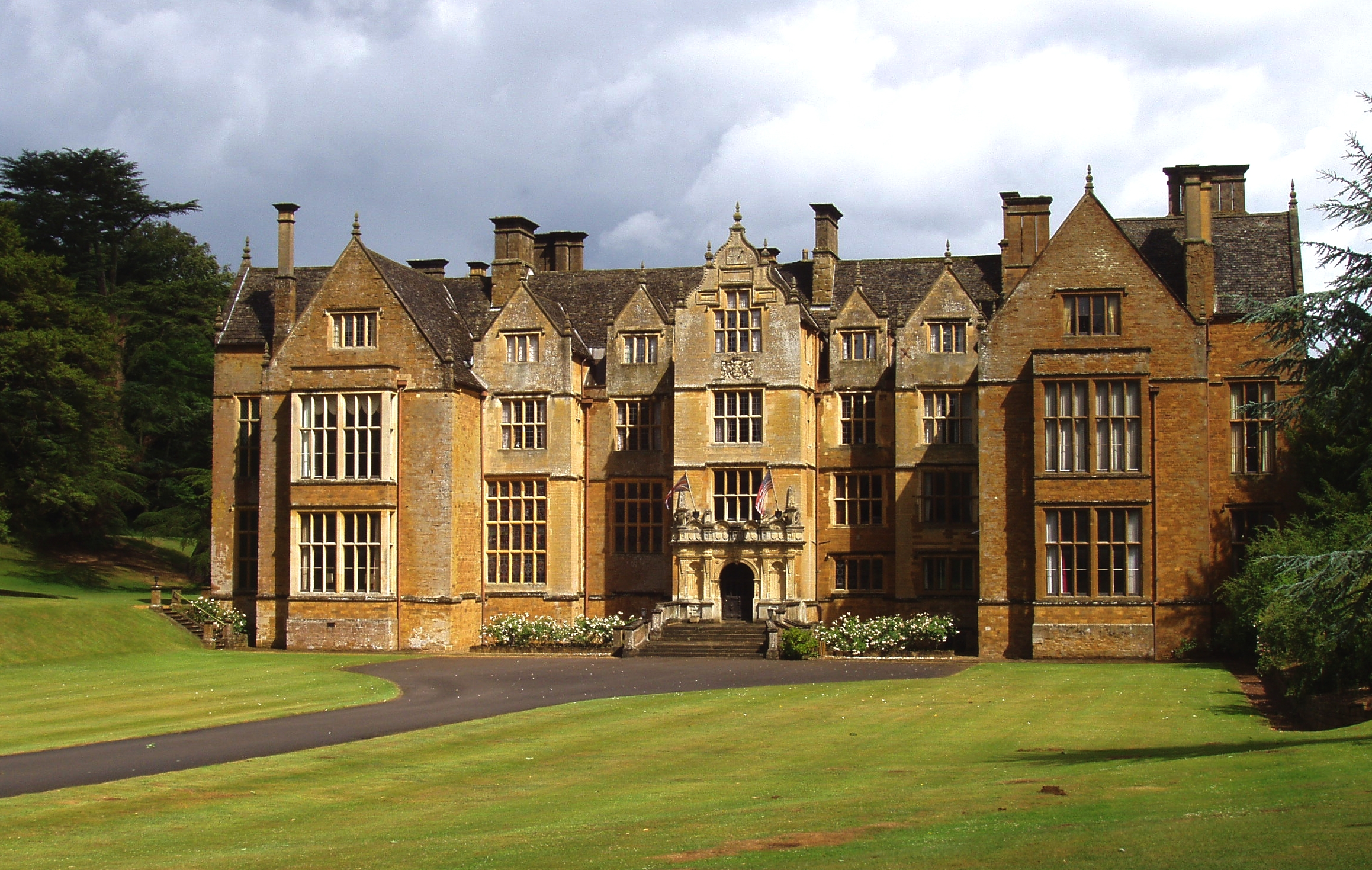
Wroxton Abbey

Il est le fils de Francis North (2e baron Guilford), et de son épouse Alice Brownlow, fille de John Brownlow (3e baronnet) de Humby, dans le Lincolnshire. Il fait ses études au Collège d'Eton en 1718 et est inscrit à Trinity College, Oxford le 25 mars 1721, à l'âge de 16 ans. Il entreprend un Grand Tour vers 1722.
Aux élections générales britanniques de 1727, il est élu sans opposition en tant que député whig de Banbury situé dans les domaines de la famille. Lorsqu'il succède à son père comme troisième baron Guilford, le 17 octobre 1729, il quitte son siège à la Chambre des communes et entre à la Chambre des lords. Il devient gentilhomme de la chambre à coucher de Frédéric de Galles en octobre 1730. En 1734, il succède à son cousin William North (6e baron North), en tant que septième baron North. Il est nommé gouverneur de prince George, futur George III, en septembre 1750, jusqu'en avril 1751, avant de renoncer à son autre poste à la cour en 1751. Le 8 avril 1752, il est créé comte de Guilford dans la pairie de la Grande-Bretagne. Il est nommé haut commissaire de Banbury à vie en 1766. En décembre 1773, il est nommé trésorier à vie de la reine consort.

## Famille
Il épouse Lucy Montagu, fille de George Montagu (1er comte d'Halifax), en 1728. Elle meurt en 1734 et il épouse en 1736 Elizabeth Kaye, fille d'Arthur Kaye (3e baronnet). Après sa mort en 1745, il épouse en 1751 sa troisième épouse Catherine Furnase, fille de Robert Furnese, second baronnet. Elle est morte en 1776.
Lord Guilford survit à sa troisième épouse de quatorze ans et est décédé en août 1790, à l'âge de 86 ans. Son fils, issu de son premier mariage, Frederick, lui succède. Il est Premier ministre de Grande-Bretagne de 1770 à 1782. Son beau-fils, Lord Dartmouth, a également servi au gouvernement.
Le comté de Guilford, en Caroline du Nord est nommé en son honneur.